# Zdzisław Dudzik (rekwizytor)
Zdzisław Dudzik (ur. 16 czerwca 1921 w Krakowie, zm. 4 czerwca 1992 tamże) – szopkarz krakowski, z zawodu rekwizytor teatralny. Wielokrotny uczestnik konkursu szopek krakowskich (lata 1946-1982); laureat pierwszej nagrody w konkursie w latach: 1951, 1954, 1955, 1956, 1957, 1959, 1961, 1966. Jego dzieła znajdują się w kolekcji Muzeum Historycznego Miasta Krakowa.
Dudzik po raz pierwszy po II wojnie światowej w 1977 przygotował na Emaus figurki Żydów.
Zdzisław Dudzik przez wiele lat odgrywał rolę konika zwierzynieckiego w corocznym Pochodzie Lajkonika.